# Sambodrome de Gualeguaychú
Le Sambodrome de Gualeguaychú est un sambodrome situé dans la ville de Gualeguaychú, en Argentine. Il a été conçu en 1995 par les architectes Raúl Medrano et le Domingo Carraza, au cours de la dernière année de l'administration du maire Luis Leissa et inauguré le 18 janvier 1997, au cours du premier gouvernement de Daniel Irigoyen.
Il est le troisième sambodrome du monde en taille et capacité, avec une piste de 500 mètres de long par 10 mètres de large,.